# تاتامی (فیلم)
تاتامی (به انگلیسی: Tatami) فیلمی محصول ۲۰۲۳ اسرائیل، بریتانیا و ایالات متحده آمریکا در ژانر درام به کارگردانی گای ناتیو و زر امیرابراهیمی است که فیلمنامه‌اش را ناتیو و الهام عرفانی نوشته‌اند. از بازیگران این فیلم می‌توان به آرین مندی، امیرابراهیمی، جیمی ری نیومن، اش گلده و سینا پروانه اشاره کرد.
فیلم نمایش جهانی خود را در هشتادمین دوره جشنوارهٔ جهانی فیلم ونیز در ۲ سپتامبر ۲۰۲۳ داشت و از سوی منتقدان و مخاطبان نقدهای مثبتی دریافت کرد.

## خلاصه داستان
این فیلم داستان جودوکار زن ایرانی لیلا حسینی (با بازی آرین مندی) و مربی‌اش مریم قنبری (با بازی زر امیرابراهیمی) را روایت می‌کند، که به قهرمانی جودو جهان سفر می‌کنند و قصد دارند که نخستین مدال طلای ایران را با خود به خانه ببرند. در میان راه مسابقه، جمهوری اسلامی با آنان اتمام حجت می‌کند و به لیلا دستور می‌دهد که به دروغ بگوید صدمه دیده‌است و ببازد. لیلا که آزادی خودش و خانواده‌اش در خطر است، با انتخابی نشدنی روبه‌رو می‌شود: وانمود کند که صدمه دیده‌است و همان‌طور که مریم از او التماس می‌کند، از جمهوری اسلامی حمایت کند یا در برابر هردویشان قرار بگیرد و برای گرفتن طلا مبارزه کند.

## بازیگران
- آرین مندی در نقش لیلا حسینی
- زر امیرابراهیمی در نقش مریم قنبری
- نیما زارعی در نقش پسر لیلا
- جیمی ری نیومن در نقش استیسی تراویسی
- اش گلده در نقش نادر حسینی
- سینا پروانه در نقش عزیزی
- والریو آندریوتا در نقش ولاد
- ندین مارشال در نقش جین کلر ابریل
- مهدی بجستانی در نقش عمار حسین
- لیر کتز در نقش شانی لوی
- فریما حبشی‌زاده در نقش جاستینا
- الهام عرفانی در نقش دستیار مربی

## تولید
این پروژه با کارگردانی مشترک گای ناتیو و زر امیرابراهیمی، نخستین فیلم بلندی شد که توسط یک فیلم‌ساز ایرانی و یک فیلم‌ساز اسرائیلی مشترکاً کارگردانی می‌شود. 	
آدی آزرونی و مندی تگر بروکی، در کنار گای ناتیو و جیمی ری نیومن از نیو نیتو پیکچرز، تهیه‌کنندگان این فیلم هستند.
وست‌اند فیلمز حقوق بین‌المللی این فیلم را در فوریهٔ ۲۰۲۳ به دست آورد. شرکت‌های تولید دیگری که روی این پروژه کار کرده‌اند، عبارتند از: وایت لادج پروداکشنز، میون اسکرین مدیا، تیل رانرز و سارک استودیوز.

### بازیگری
در فوریهٔ ۲۰۲۳، اعلام شد که در این فیلم، آرین مندی و زر امیرابراهیمی نقش‌های اصلی را ایفا می‌کنند و به جیمی ری نیومن، ندین مارشال و مهدی بجستانی نیز نقش‌هایی داده شده‌است.

### فیلم‌برداری
در فوریهٔ ۲۰۲۳، هالیوود ریپورتر لو داد که این فیلم در مرحلهٔ پس از تولید قرار دارد. نخستین تصاویر از این فیلم در مهٔ ۲۰۲۳ منتشر شدند.

## انتشار
فیلم نمایش جهانی خود را در هشتادمین دوره جشنوارهٔ جهانی فیلم ونیز در ۲ سپتامبر ۲۰۲۳ داشت. فیلم همچنین در ۲ اکتبر ۲۰۲۳ در نوزدهمین دورهٔ جشنواره فیلم زوریخ هم به نمایش درآمد. فیلم همچنین نخستین نمایشش در آسیا را در ۲۵ اکتبر ۲۰۲۳ در سی و ششمین دورهٔ جشنواره بین‌المللی فیلم توکیو داشت.

## جوایز
- جایزهٔ براین در هشتادمین دوره جشنوارهٔ جهانی فیلم ونیز[۱۴]